# Иллеизм (в речи)
Иллеи́зм, речь о себе́ в тре́тьем лице́ (от указательного местоимения лат. ille, «тот», более удалённый от говорящего) — самоименование с использованием грамматических выражений третьего лица. Например, у Шекспира Юлий Цезарь всегда упоминает себя в третьем лице: «не может Цезарь быть несправедливым».

## В литературе

### В античности
В античной литературе существовала традиция, в которой автор (например, Гомер) называл себя в произведении по имени. К V веку до н. э. такое самоименование сохранилось преимущественно в работах греческих историков: Гекатея, Антиоха, Геродота, Фукидида.
Имеется много объяснений использованию самоименования в третьем лице античными авторами: самовосхваление у Цезаря (в «Записках о Галльской войне») и Ксенофонта (Ксенофонт даже пытался скрыть своё авторство, чтобы звучать более правдоподобно при описании собственных успехов), демонстрация объективности и научного стиля у Фукидида (Ион Хиосский записывал свои сплетни в первом лице), закрепление своего авторства («Фукидид афинянин описал…»). Успешное использование самоименования в третьем лице у Фукидида и Ксенофонта продемонстрировало потенциал приёма для создания у читателя ощущения беспристрастного повествования.
В IV веке до н. э. ритор Исократ в своих трудах говорит от третьего лица, чтобы создать иллюзию, что его советы непосредственно передаются от учителя ученикам. Полибий, следуя Фукидиду, говорит о себе в третьем лице, чтобы заявить об авторстве, подчеркнуть беспристрастность и дистанцироваться от себя самого как участника событий.
Юлий Цезарь, в отличие от других известных авторов античности, говорил о себе в третьем лице и в быту, так что его выбор самоименования в «Записках», возможно, отражал и просто привычку. Иосиф Флавий в «Иудейской войне» пишет о себе в третьем лице, а в автобиографической «Жизни» употребляет исключительно местоимение «я», что можно объяснить подражанием Фукидиду в историческом трактате.

### Изображение индейцев и туземцев

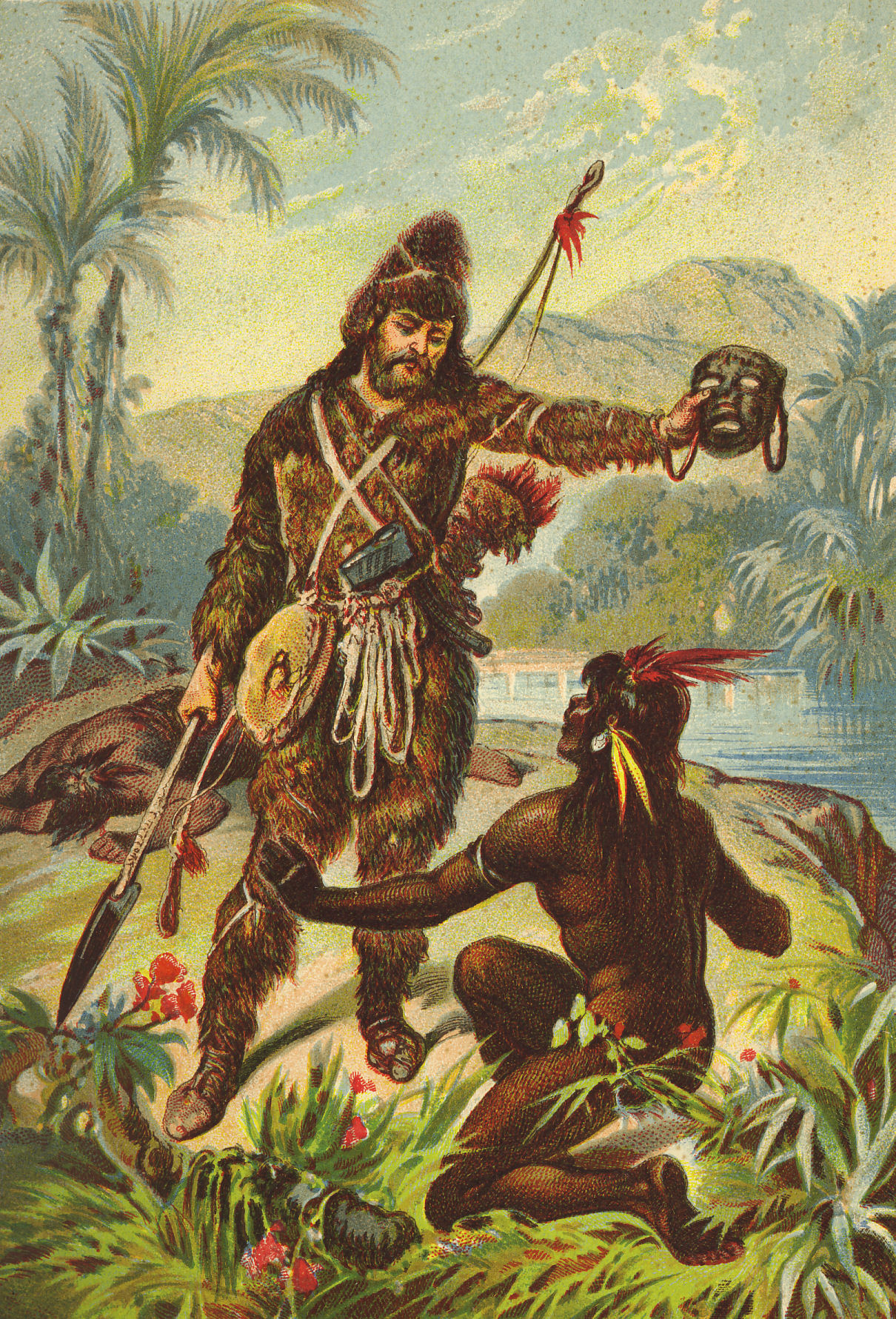
Иллюстрация к роману «Робинзон Крузо»

Речь о себе в третьем лице являлась одним из художественных приемов в изображении «благородного дикаря». Начало положено у Дефо в «Робинзоне Крузо»:
Он отвечал: «Убей Пятницу». — «Зачем же мне тебя убивать?» — спросил я. «А зачем гонишь Пятницу прочь? — напустился он на меня. — Убей Пятницу — не гони прочь».
Чингачгук и другие индейцы в романах Фенимора Купера, суровые и лаконичные, контрастируют с многословными и часто лживыми европейцами.
Пери в романе Жозе де Аленкара «Гуарани».
Хотя концепция «благородного дикаря» к концу XIX века в основном изжила себя, в детской и приключенческой литературе она продлилась дольше. Так говорит и Талькав из «Детей капитана Гранта» Жюля Верна. В третьем лице говорят индейцы Майн Рида и Карла Мая, а также первобытные люди из произведений в жанре «доисторической повести» (например, в повестях Жозефа Рони-старшего)

### В современной литературе
В научных работах исследователи иногда самоименуются как «автор», чтобы избежать использования местоимения «я».

## В индуизме
В некоторых направлениях индуизма так могут выражаться святые, мистики и просветлённые (например, Рама Тиртха и Свами Рамдас); это связано с характерной для индийской философии идеей «отказа от эго».

## В аниме-культуре
В аниме встречаются персонажи, которые говорят о себе в третьем лице. Среди них можно выделить Маюри Сиину из Steins;Gate.

## В повседневной речи
Разговор о себе в третьем лице характерен для детской речи и продолжается обычно до кризиса трёх лет, когда ребёнок начинает осознавать себя как личность. Взрослые, разговаривая с маленькими детьми, тоже прибегают к оборотам типа «Папа сказал, что…» с целью быть лучше понятыми.

Взрослые в повседневной речи редко выражаются таким образом, чаще всего для литературной окраски речи. Для американского английского в качестве примера обычно приводится Боб Доул:
«Когда президент будет готов размещать [систему вооружений], Боб Доул будет готов вести бой [за неё] в Сенате».
В обыденном сознании эта черта часто ассоциируется с эгоцентризмом и нарциссизмом; в то же время она может означать и противоположное: самоиронию, склонность смотреть на себя «со стороны» и не вполне серьёзное отношение к себе, а также некоторую эксцентричность.
Иллеизм может использоваться людьми в речи как из личных побуждений, так и являться формой диссоциации при психологических травмах. Чаще всего людям просто удобно говорить о себе в третьем лице, и это часто не является психическим отклонением.

## Известные люди с привычкой говорить о себе в третьем лице

### Политики
- Дональд Трамп[17][18][19]
- Боб Доул[17][19][20]
- Шарль де Голль[17][20]
- Михаил Горбачёв[17]

### Актёры и актрисы
- Бриджит Бардо[21]
- Мэрилин Монро[22][23]
- Джина Лоллобриджида[24][25][26][27][19]
- Хеди Ламарр[28].

### Спортсмены
- Леброн Джеймс[18]
- Пеле[29][20]
- Бернард Хопкинс[29]
- Златан Ибрагимович[30]